# 産業化なき都市化
産業化なき都市化（さんぎょうかなきとしか）とは、発展途上国の大都市（その多くは首都）に、その都市が抱えきれるキャパシティをこえる人口が流入し、都市が膨張すること。都市問題（インナーシティ）の一つである。この現象はプライメイトシティで生じることが多い。

## 概略
発展途上国では農村から賃金が高く、就業機会に恵まれている都市への大規模な人口流入が発生している。これは、発展途上国では都市と地方での深刻な所得や就業の面での格差が存在するためである。
しかし、現在では都市への人口流入に対応可能な産業の育成やライフラインの整備が行き渡っておらず、都市のキャパシティをこえているのが現状である。それゆえ、都市に流入した人間があぶれて、失業したりスラム化したりすることがある (詳細は後述) 。

## 産業化なき都市化の発生要因
- 人口流入のスピードがあまりに早過ぎて、それに対応可能な行政サービスや福祉サービス、ライフラインの整備が追いつかない。
- 近年は外国資本による海外進出も多いが、それでも都市に流入しただけの人間を雇用可能な産業が育成できていない。もしくは、誘致できていない。
- 発展途上国に共通の現象であるが、人口爆発が生じ、それが都市への人口流出を促進している。
- 産業が盛んになったり、外国資本が進出したりしても、そういった企業への就業は一部の高等教育を受けた者(発展途上国では、その多くは富裕層)に限られていることが多い。
- 地方と都市の貧富の差が激しく、地方よりも都市での生活の方が魅力的に見える。
- 都市と地方では所得面だけではなく、教育や就業、ライフラインの面でも厳然たる格差が生じている。
- 交通や通信の発達で人間の移動が以前よりも容易となった。

## 産業化なき都市化の問題点
- 急激な人口流入によって都市の環境が悪化する。
- 都市は一般に地方よりも物価や家賃が高価であることから、生活水準が下がる場合がある。
- 高額の家賃を支払えずに、スラムを形成したり、スコッターになったりする。
- 就業の機会に恵まれずに低賃金で過酷な労働に晒される。
- 都市にいた住民と地方から流入した住民との間で生活圏の分断、いわゆるセグリゲーションや新たな経済格差が生じる。
- 急激な人口増加にライフラインの整備が追いつかず、劣悪な生活を余儀なくされる。
- スラム化によって治安が悪化する。
- 地方から新たに流入した人間は教育の機会に恵まれない。

などが挙げられる。
これらの問題点は各種の貧困問題や都市問題とも密接に絡み合っている。

## 産業化なき都市化の解決策
- ライフラインや行政サービス、福祉政策の拡充。
- 教育や就業機会の確保。
- 都市への人口流入の制限。
- 都市と地方の間の各種の格差の是正。
- 都市での物価や地価の抑制。
- 人口爆発の抑制。
- 都市における新たな産業の育成、他の産業の誘致による就業機会の確保。

などが挙げられる。
前述のようにこの問題は単一的な理由のみならず様々な要素によって成立していることから、一朝一夕に解決可能な問題ではない。

## 補足
発展途上国のみならず、先進国でも都市への人口集中は生じている。
例えば、日本では戦後の高度経済成長に伴って地方から大量の出稼ぎが流入した。これと同時並行的に、地方の若者、とりわけ団塊の世代は都市の労働力の不足を補い且つ安価の労働力として機能したことから金の卵ともてはやされた。しかし、こうした都市への人口流入が「産業化なき都市化」を生まなかったのは、飽くまで都市における労働需要の向上や産業の発展が生じたからである。
現在起こっている「産業化なき都市化」とは、いわば都市での労働需要と人口流入のミスマッチによって生じたものと言える。